# Andreas Hont
Andreas Hont, född 11 september 1969 i Halmstad, är en tidigare svensk utövare av amerikansk fotboll aktiv inom Halmstad Eagles och i svenska landslaget.